# Winzer (Niederbayern)

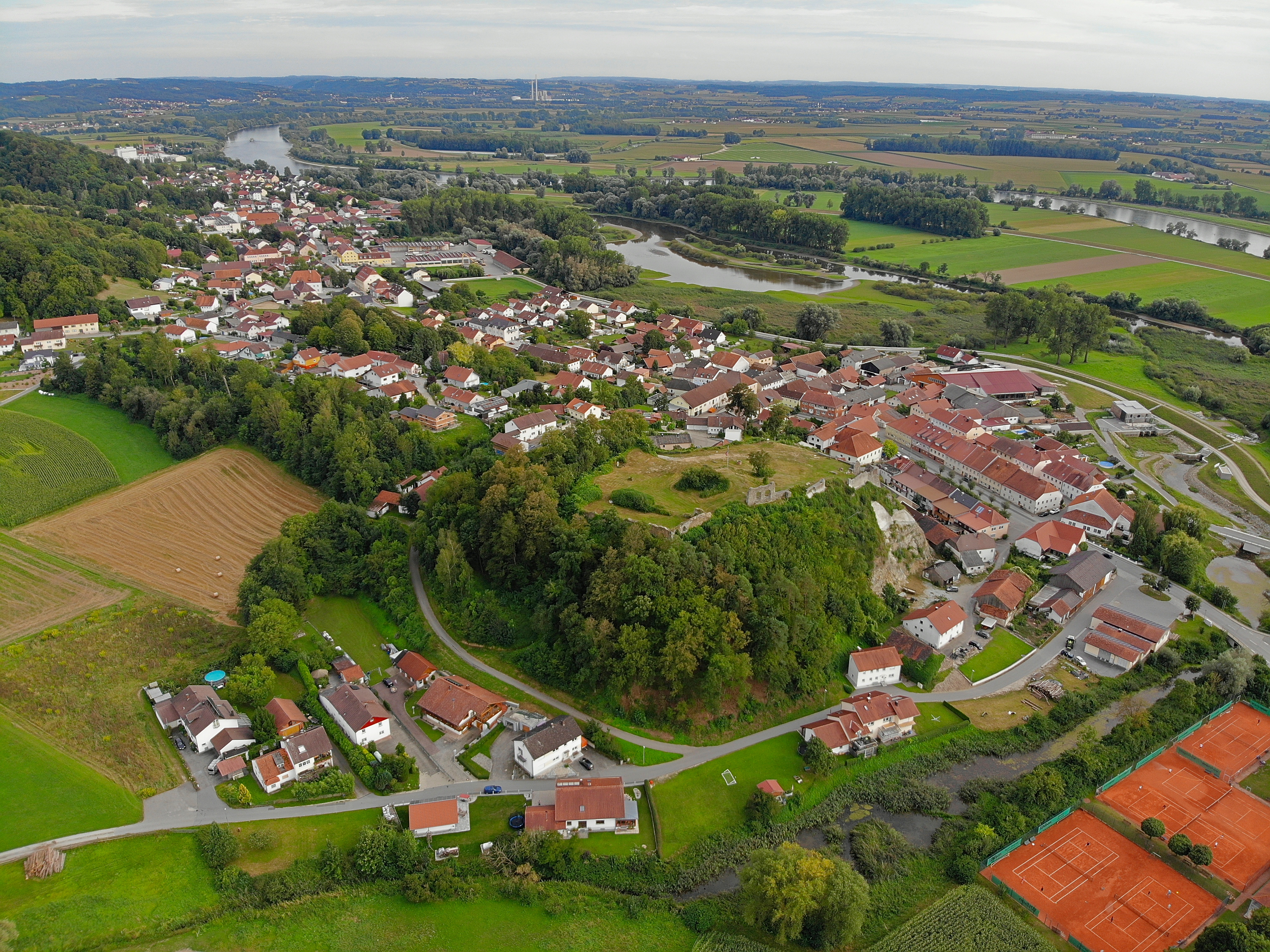
Winzer Luftaufnahme (2020)

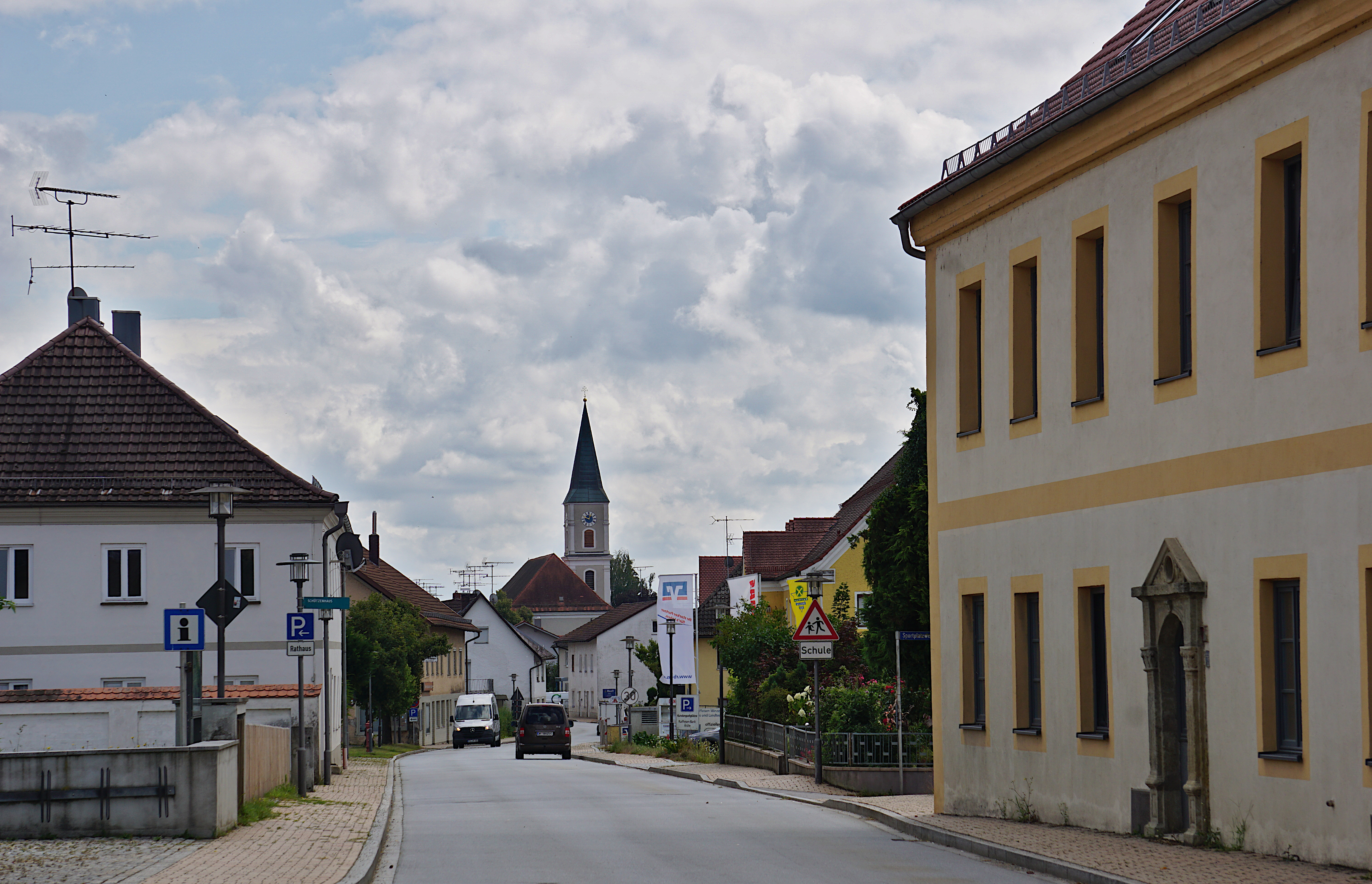
Straßenpartie am Rathaus

Winzer ist ein Markt im Osten des niederbayerischen Landkreises Deggendorf.

## Gemeindegliederung

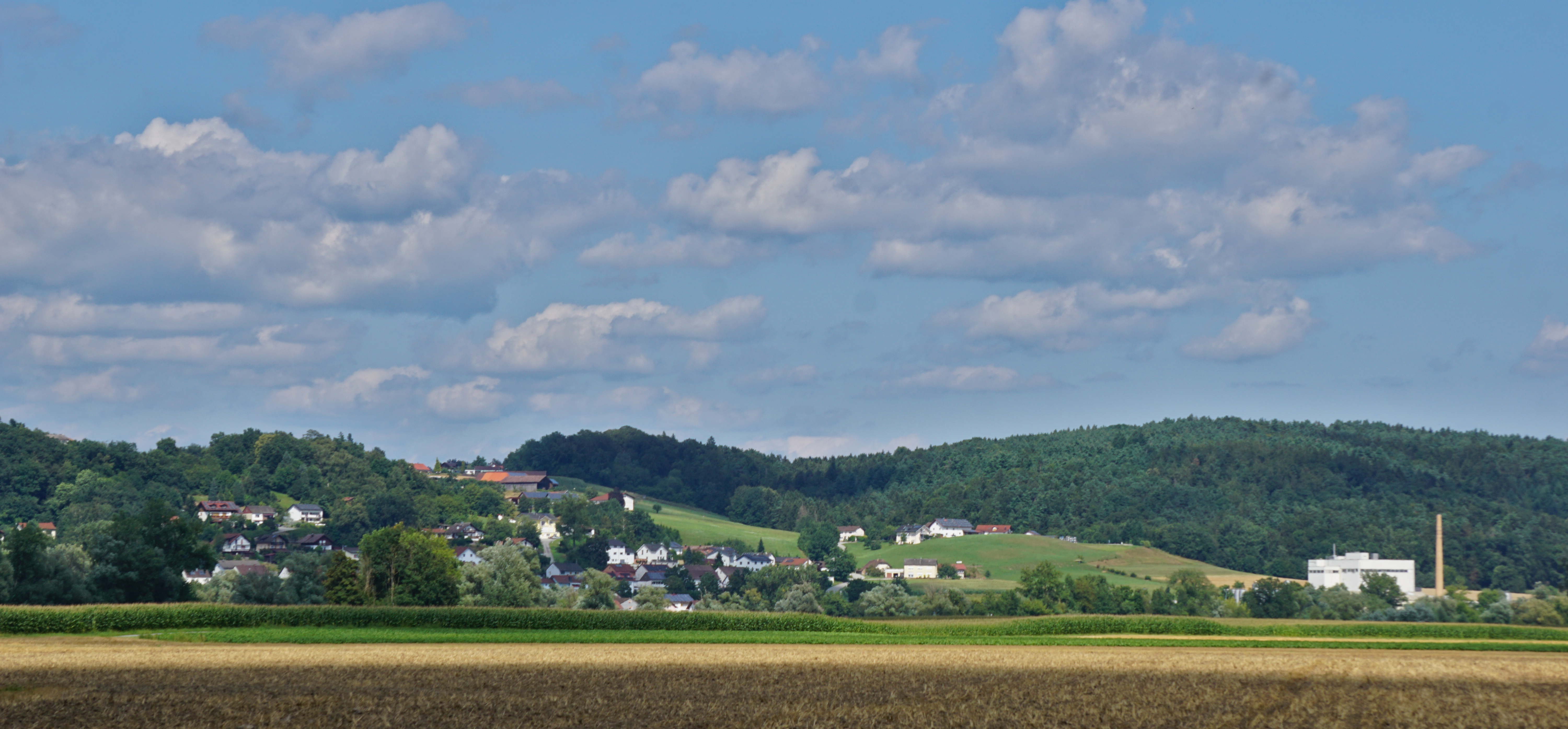
Südöstliche Ausläufe von Winzer. Rechts das dortige BMI-Werk.

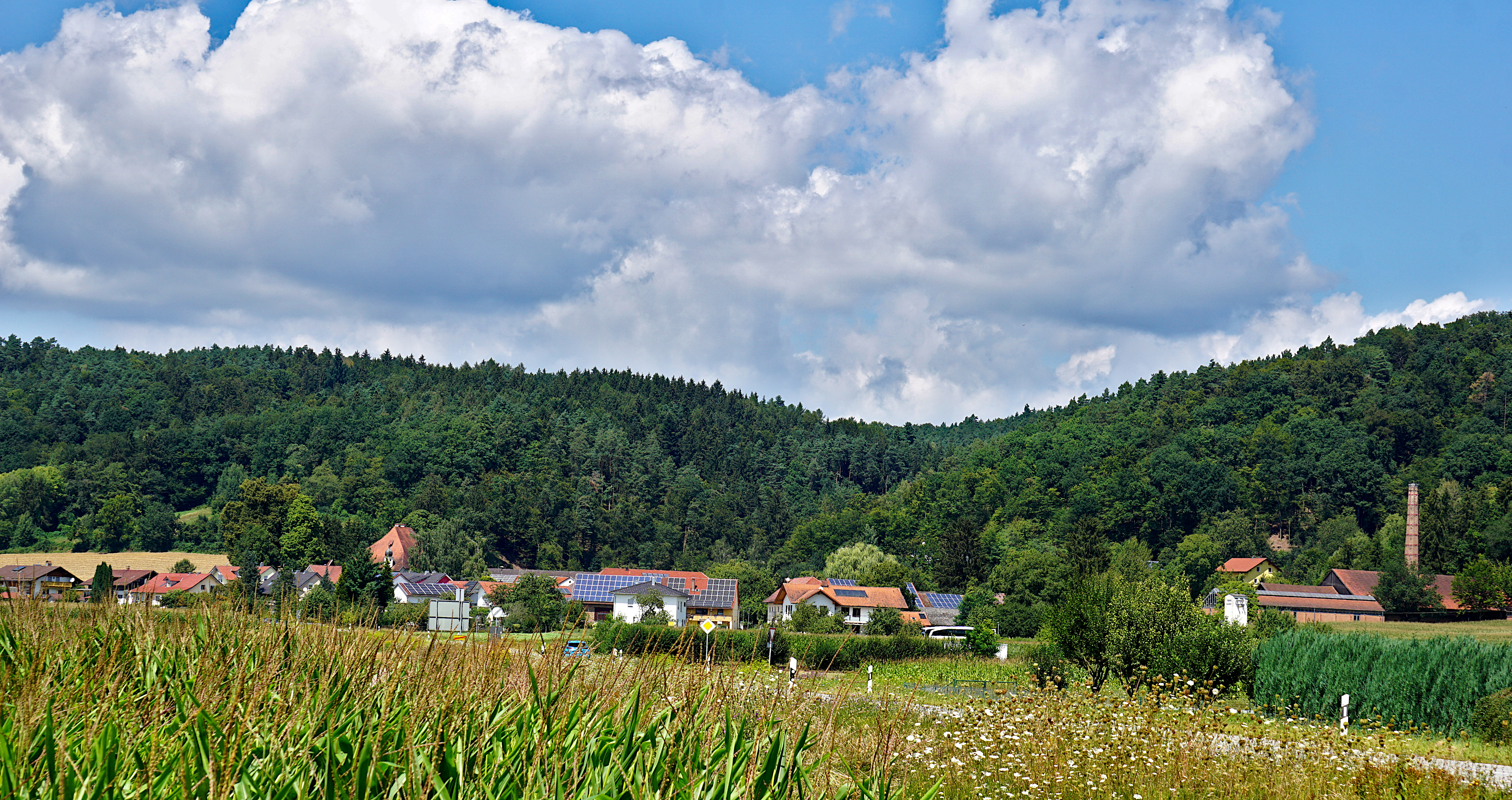
Blick auf den Ortsteil Flintsbach

Es gibt 39 Gemeindeteile (in Klammern ist der Siedlungstyp angegeben):
- Aichet (Weiler)
- Au (Dorf)
- Bergham (Dorf)
- Brand (Einöde)
- Deglwies (Einöde)
- Dobl (Dorf)
- Edt (Einöde)
- Flintsbach (Kirchdorf)
- Frauenholz (Einöde)
- Gipfelsberg (Weiler)
- Goßersdorf (Weiler)
- Gotzelsberg (Weiler)
- Grafenhölzl (Weiler)
- Gries (Dorf)
- Hardt (Einöde)
- Hinterreckenberg (Dorf)
- Höhenberg (Einöde)
- Iggstetten (Dorf)
- Klaffering (Einöde)
- Kurzenhardt (Einöde)
- Langenhardt (Weiler)
- Loh (Weiler)
- Matzing (Weiler)
- Mitterndorf (Dorf)
- Mühlau (Weiler)
- Neßlbach (Pfarrdorf)
- Pledl (Dorf)
- Reckendorf (Weiler)
- Rickering (Dorf)
- Sandten (Weiler)
- Sattling (Dorf)
- Schmierlsberg (Einöde)
- Staudach (Einöde)
- Thannholz (Einöde)
- Unterholzen (Einöde)
- Vorderreckenberg (Dorf)
- Weghof (Weiler)
- Weinberg (Weiler)
- Winzer (Hauptort)

## Geschichte

### Bis zur Gemeindegründung
Die erste urkundliche Erwähnung Uuincira (zu althochdeutsch winzüre) stammt aus dem Jahre 1005 und bedeutet Weinbauer. Der Ort Winzer/Donau ist aber schon älter. In frühgeschichtlicher Zeit war das Gebiet zwar siedlungsarm, jedoch nicht unbewohnt. Dieses beweisen Funde aus jener Zeit. Der Fund von einigen Terra-Sigillata-Stücken und einer römischen Münze am Fuße des Burgberges besagen aber noch nicht, dass die Römer einst siedelten. Eine erste feste Ansiedlung dürfte schon vor 950 bestanden haben. Diese befand sich im heutigen Unterwinzer bei der Kirche. Noch zu Beginn des 19. Jahrhunderts gab es hier mehrere Weinberge.
Die ganze Gegend war ursprünglich im Besitz des Bayerischen Herzogs. Dieser gab das Gebiet um 1009 dem Bischof von Bamberg. Zur Verwaltung wurde ein sogenannter Ministerialer eingesetzt. Dieser erbaute sich dann Mitte des 11. Jahrhunderts die Burg Winzer und nannte sich „Winzerer“. Ab 1230 wurden die „Winzerer“ adlige Ritter. 1324 starb das Geschlecht aus.
Durch die Heirat von Hildebrand von Puchberg (bei Cham) mit Eufemia von Winzer kamen die Puchberger hierher. Diese waren eines der reichsten und angesehensten Rittergeschlechter des Bayerwaldes. In ihrem Wappen führen sie drei Halbmonde wie diese heute noch im Gemeindewappen zu sehen sind. Im Gemeindewappen befindet sich auch noch eine Weintraube als Hinweis auf den seit dem 9. Jahrhundert bezeugten Weinbau.
Am Fuße des Burgberges entstand ein reiner „Herrschaftsmarkt“, der aber keine besondere Bedeutung erlangte. Vermutlich entstand dieser im Jahre 1307, als der Herzog den Puchbergern die Anlegung eines Vorhofes unter seiner Burg (an der Säcker) gestattete. Diese neue Ansiedlung wurde sogar in das Befestigungssystem der Burg einbezogen. Von der Mauer sind noch heute wenige Reste erhalten. Für diese sogenannte grundherrschaftliche Marktgründung war keine besondere Genehmigung notwendig. Am 16. Oktober 1322 verliehen die niederbayerischen Herzöge Hartlieb von Puchberg für die Ansiedlung die Marktfreiheit: „privilegia mercatus publici“, Urkunde Nr. 342. Nun konnten alle Fremden mit jeder Gattung von Waren zusammenkommen, freie Handelsgeschäfte treiben, kaufen und verkaufen. Dieser „Nahhandelsmarkt“ wurde an der platzähnlich erweiterten Durchgangsstraße zwischen dem östlichen und westlichen Markttor in Oberwinzer abgehalten.
Der letzte Puchberger Jakob hatte keinen männlichen Erben. Seine Tochter Elisabeth heiratete den späteren Grafen Ott-Heinrich von Schwarzenberg. Nun ging Burg und Herrschaft an das Geschlecht der Schwarzenberger über. Doch schon die 2. Generation unter Wolf Jakob musste den Besitz im Jahre 1603 verkaufen. Der spätere bayerische Kurfürst Maximilian erwarb Burg und Herrschaft und war dadurch nicht mehr nur Landesherr, sondern zugleich auch der Grundherr von Winzer. Im Jahre 1591 bestand der Markt, der sich zwischenzeitlich in Richtung Mittelwinzer ausdehnte, lediglich aus 44 Häusern. Es gab je einen Bader, Bierschank, Krämer, Wirt, Binder, Schlosser, Schmied, zwei Bäcker und zwei Schneider. Zwischen Ober- und Unterwinzer (Markt und Dorf) lag das Spital. In der 2. Hälfte des 16. Jahrhunderts wurden in Mittelwinzer vier zum Schloss gehörige Verwaltungsgebäude errichtet (Gerichtsschreiber-, Weißbierbräu-, Amtmann- und Pflegegerichtshaus – jetziges Rathaus).
Im österreichischen Erbfolgekrieg sprengten die Panduren das Schloss am 1. November 1744 in die Luft. Es wurde nicht mehr aufgebaut. Zu Beginn des 19. Jahrhunderts entstanden die Kolonien Pledl, Reckenberg und Grafenhölzl. Durch den Zuzug der vielen Neusiedler entstand große Armut. Auf der Suche nach einer Erwerbsquelle kam es in Winzer zu einer besonderen Entwicklung. Aus den wildwachsenden Weiden am Donauufer und in den Auen wurden Körbe gezäunt und verkauft.
Schon bald hießen die Winzerer in der ganzen Umgebung „Körblzäuner“.
Das Korbmachergewerbe wurde strukturbestimmend. Bei der Bildung der Gemeinden im Jahre 1818 wurde Winzer eine selbstständige Ruralgemeinde.

### Eingemeindungen
Im Zuge der Gemeindegebietsreform kam am 1. April 1971 ein Teil der aufgelösten Gemeinde Schwanenkirchen hinzu. Am 1. Mai 1978 folgte die Gemeinde Neßlbach mit 1041 Einwohnern.

### Einwohnerentwicklung
Im Zeitraum 1988 bis 2018 wuchs der Markt von 3302 auf 3846 um 544 Einwohner bzw. um 16,5 %. Am 31. Dezember 2003 zählte Winzer 3913 Einwohner.

## Politik

### Marktgemeinderat
Die Werte spiegeln die Sitzverteilung (in Klammern das prozentuale Wahlergebnis) wider:
| Jahr | CSU        | FWG Winzer-Neßlbach | UWG Winzer/Neßlbach | SPD / Freie Bürger | ödp       | Junge Liste | Gesamt |
| ---- | ---------- | ------------------- | ------------------- | ------------------ | --------- | ----------- | ------ |
| 2020 | 5 (33,7 %) | 5 (29,7 %)          | 4 (24,9 %)          | 2 (11,6 %)         | –         | –           | 16     |
| 2014 | 5 (31,4 %) | 3 (20,4 %)          | 4 (25,0 %)          | 3 (16,3 %)         | –         | 1 (6,9 %)   | 16     |
| 2008 | 6 (34,5 %) | 2 (13,1 %)          | 4 (21,7 %)          | 2 (15,1 %)         | 1 (8,1 %) | 1 (7,5 %)   | 16     |
| 2002 | 7          | 3                   | 3                   | 3                  | –         | –           | 16     |

Die Wahlbeteiligung lag bei der Gemeinderatswahl am 15. März 2020 bei 55,93 %.

### Bürgermeister

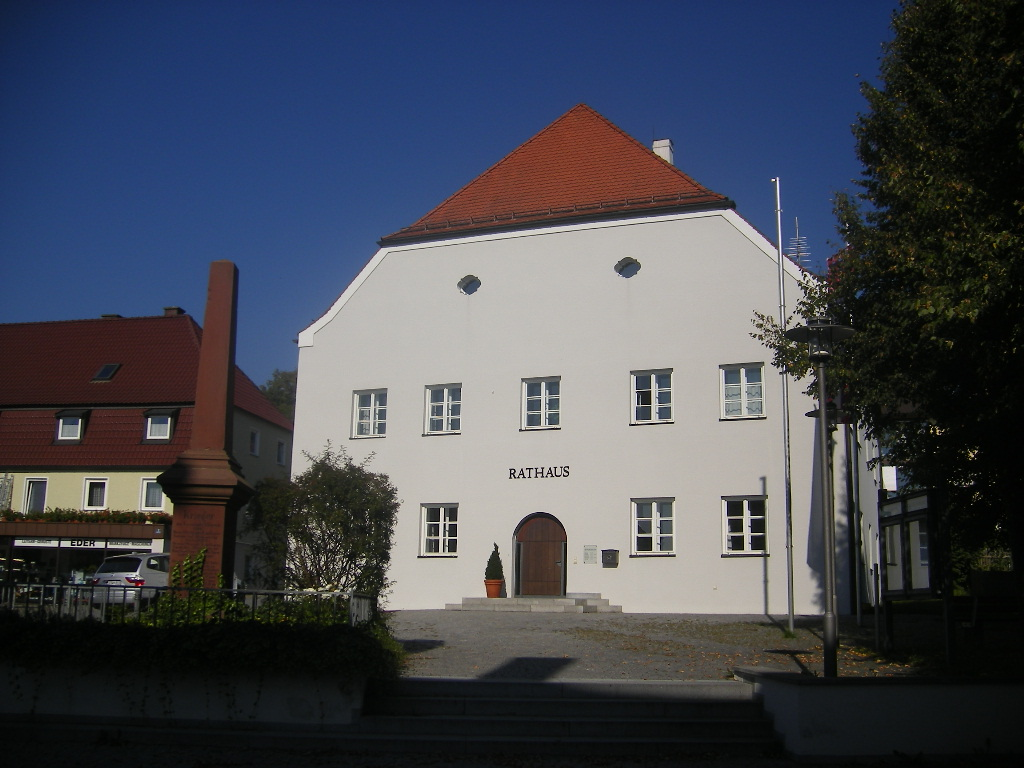
Das Rathaus von Winzer

Erster Bürgermeister ist seit 26. März 2001 Jürgen Roith (CSU), zweite Bürgermeisterin ist Friederike Sandner (Freie Wähler).
Bei den Kommunalwahlen am 15. März 2020 wurde Roith im ersten Wahlgang ohne Gegenkandidat mit 82,75 Prozent zum 1. Bürgermeister wiedergewählt.

### Bürgerentscheide
Am 21. Januar 2007 wurden zwei Bürgerentscheide, die beide die Errichtung von Mobilfunkmasten im Gemeindebereich verhindern sollten, mit deutlicher Mehrheit abgelehnt.

### Wappen
| Wappen von Winzer | Blasonierung: „In Blau eine hängende goldene Traube über drei voneinander abgekehrten silbernen Halbmonden.“                                                               |
| Wappen von Winzer | Wappenbegründung: Die goldene Traube verweist auf den seit dem 9. Jahrhundert nachweisbaren Weinbau. Die drei Halbmonde sind dem Wappen der Herren von Puchberg entnommen. |

### Gemeindepartnerschaften
- Tschechien: Partnergemeinde von Winzer ist das etwa 90 km nördlich gelegene Velhartice.

## Kultur und Sehenswürdigkeiten

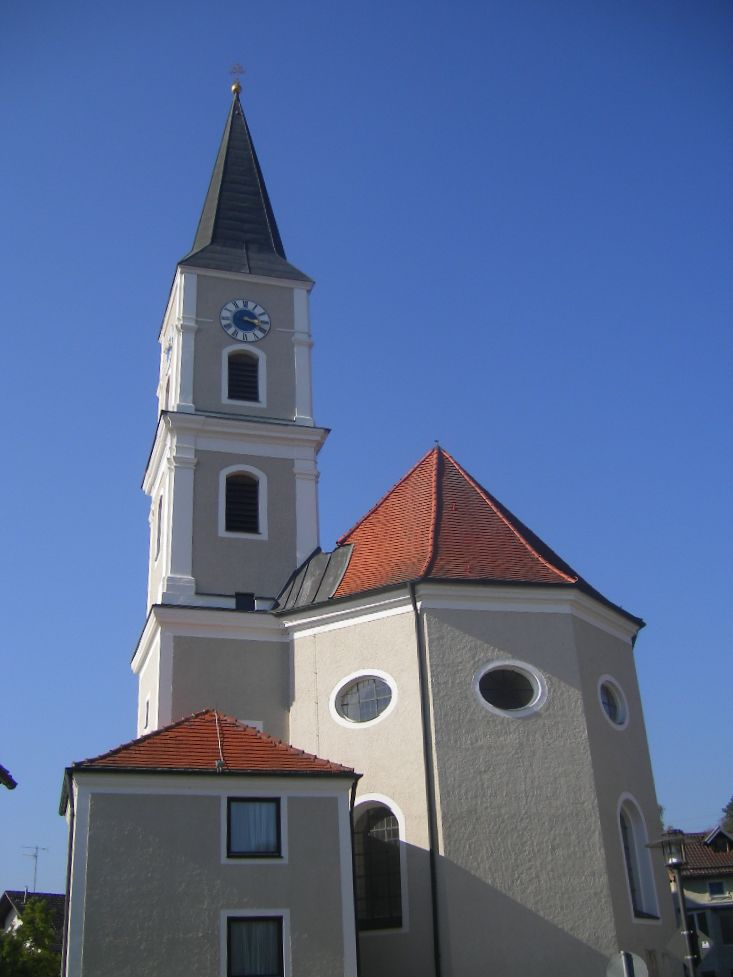
Die Pfarrkirche St. Georg

- Die Sternwarte Winzer wurde in den Jahren 2004/05 errichtet.
- Ziegel- und Kalkmuseum Flintsbach
- Burgruine Winzer
- Kirche St. Georg

## Söhne und Töchter von Winzer
- Richard Seefelder (1875–1949), Ophthalmologe in Leipzig und Innsbruck